# Massacre de l'hôpital de Mulago
 (décembre 2020).
 (juin 2023).
Si vous disposez d'ouvrages ou d'articles de référence ou si vous connaissez des sites web de qualité traitant du thème abordé ici, merci de compléter l'article en donnant les références utiles à sa vérifiabilité et en les liant à la section « Notes et références ».
Le massacre de l'hôpital de Mulago est un massacre survenu le 28 juillet 1950 à l'hôpital africain du gouvernement de Mulago (en) de Kampala, en Ouganda. Après avoir rendu visite à son fils mourant à l'hôpital, Lazaro Obwara, 55 ans, a couru dans la salle et a poignardé une femme et onze enfants avec un couteau, qui sont tous morts. Obwara a été arrêté et accusé de douze chefs de meurtre.